# Sönnerstmyran
Sönnerstmyran este o arie protejată (arie specială de conservare — SAC, sit de importanță comunitară — SCI) din Suedia întinsă pe o suprafață de 59,8 ha, integral pe uscat.

## Localizare
Centrul sitului Sönnerstmyran este situat la coordonatele 62°59′19″N 15°59′10″E / 62.9887°N 15.9861°E.

## Înființare
Situl Sönnerstmyran a fost declarat sit de importanță comunitară în ianuarie 2002 pentru a proteja 2 specii de plante și 1 specie de animale. Situl a fost protejat și ca arie specială de conservare în martie 2011.

## Biodiversitate
Situată în ecoregiunea boreală, aria protejată conține 4 habitate naturale: Izvoare fino-scandinave și mlaștini produse de izvoare bogate în minerale, Mlaștini împădurite, Taiga vestică, Mlaștini alcaline.
La baza desemnării sitului se află mai multe specii protejate:
- plante (2): Hamatocaulis vernicosus, ochii-șoricelului (Saxifraga hirculus)
- nevertebrate (1): Vertigo genesii